# ZWCAD
ZWCAD — 2-х і 3-х вимірна  система автоматизованого проектування і креслення компанії ZWSOFT (ZWCAD Software Co., Ltd; до 2007 року Guangzhou Chinaweal Longteng Technology Co., Ltd). ZWCAD розроблений на базі IntelliCAD із застосуванням технології OpenDWG, сумісної з форматом DWG, підтримує різні технології програмування: LISP, ADS (C++), VBA, DRX (аналог  Object ARX).
Компанія ZWSOFT займається розробкою програм з автоматизації проектування з 1998 року. Усього було розроблено близько 70 програмних продуктів, переважно для азійського ринку. В Україні офіційно ZWCAD став продаватися з 2008 року. У цей час налічується більше 180000 користувачів даної програми в 80 країнах.

## Звичний інтерфейс в стилі AutoCAD ®
Структура меню програми реалізована таким чином, що знайти потрібні команди не складає труднощів; пункти меню представлені послідовно, у порядку, який відповідае загальноприйнятому стандарту. Розташування панелей і кнопок, а також їх зовнішній вигляд, виконані традиційно, як в AutoCAD ®. Команди, що вводяться з клавіатури, також мають ідентичний синтаксис, а поєднання клавіш схожі із порівнюваним носієм. Однак, незважаючи на подібності, інтерфейс програми не є копією інтерфейсу, а навпаки, альтернативою, AutoCAD ®, і ця запатентована особливість дозволяє приступати до роботи практично відразу ж, без необхідності навчатися. В інтерфейсі присутні інновації, наприклад, закладки для швидкого доступу до відкритих файлів, що досить зручно.

## Відмінності версій ZWCAD
ZWCAD Standard — програмний пакет містить повноцінний набір всіх звичних інструментів 2D-проектування для інженерів і будівельників. Основні можливості:
- Креслення примітивів
- Робота з властивостями примітивів
- Зуммування
- Проставлення розмірів
- Фільтр для вибору об'єктів за властивостями або типами
- Робота зі штрихуванням
- Express Tools
- Робота з шарами
- Використання розмірних і текстових стилів
- Робота з блоками і зовнішніми посиланнями
- Вставка растрових зображень
- Простір аркуша
- Види та системи координат
- ActiveX і OLE
- Програмування на LISP і SDS

ZWCAD Professional — мстить всі можливості версії Standard, а також необхідні інструменти для 3D проектування, і середовище розробки VBA (Visual Basic for Applications)
ZWCAD Mobile — версія ZWCAD адаптована для мобільних пристроїв та планшетів під керуванням Android та iOS з сенсорним вводом.
ZWCAD Viewer — переглядач файлів креслень.

### Версії для MacOS та Linux
Станом на 2012 рік на запити щодо версії для Linux в компанії відповідали що програма розробляється виключно для Windows.
У 2016 року компанія ZWSOFT почала роботу зі створення версій для MacOS та операційних систем на основі Linux.
Станом на 2023 рік на офіційному китайськомовному сайті доступні версії ZWCAD та ZW3D для різних дистрибутивів Linux.

## AutoLISP
У ZWCAD вбудований діалект мови Lisp AutoLISP, який забезпечує широкі можливості для автоматизації роботи.